# Килобот
Килобот — бюджетный робот-коллективист, высотой 3.3 см, изобретенный организацией Systems Research Group в Гарвардском университете (Кембридж, Массачусетс). Они могут совершать определенные действия в группах до тысячи, чтобы выполнить команды, запрограммированные пользователями, которые не могли быть выполнены отдельными роботами. Большая проблема исследований в области коллективных роботов — то, что стоимость одного робота слишком высока, но общая стоимость всех единиц килобота — менее 15$. В дополнение к низкой стоимости они также могут иметь такие режимы работы, как коллективное передвижение, управление человека роботами-коллективистами и самосборка.

## Развитие
В ноябре 2010 Майкл Рубинштейн начал развитие технологии килобот с поддержкой Wyss Institute for Biologically Inspired Engineering и Национального научного фонда. Две главных цели разработки килобота состояли в том, чтобы поддерживать низкую стоимость продукта, сохраняя достаточную функциональность для выполнения множества коллективных задач. Одной из целей разработчика было чтобы позволить килоботу управлять программой S-DASH:

### S-DASH
S-DASH (настраиваемая, распределенная система самособрания и самовосстановления) является алгоритмом, разработанным для выполнения задач сборки и восстановления коллективной формы. Для работы S-DASH требуется выполнение килоботом некоторых возможностей:
- Движение вперед
- Вращение
- Связь с соседними единицами
- Измерение расстояния между соседними единицами
- Достаточной памяти для S-DASH

Для увеличения производительности технологии «килобот» были включены следующие дополнительные компоненты:
- Способность измерять уровни рассеянного света
- Возможность выполнения масштабируемых операций

## Дизайн
Источник энергии — перезаряжающийся литий-ионный аккумулятор, который может привести робота в действие в течение максимум 3-12 часов, в зависимости от того, насколько робот активен. Килоботы оборудованы светодиодами трех цветов (красный, зелёный, и синий), которые используются для передачи информации пользователю. Колеса — очень эффективное устройство для движения робота, но также они очень дорогие, что существенно увеличивает стоимость каждой единицы. Стоимость была понижена благодаря методу движения, использующему два вибратора. Когда один из них активирован, килобот поворачивается приблизительно на 45 ° в секунду; когда оба активированы, робот продвигается приблизительно на 1 см/с. Робот твердо стоит на 3 ногах, который поднимает робота на 2 см от поверхности. Каждый отдельный робот оборудован инфракрасным передатчиком и приёмником для того, чтобы роботы могли общаться друг с другом. Передатчик робота посылает свет на поверхность, который отражается на приёмнике соседнего робота, который затем выполняет команды, основанные на программе. Некоторые недостатки этих методов коммуникации и движения: область, на которой работает килобот, ограничена плоскими поверхностями; и неспособность с точностью двигаться на большие расстояния или за длительный период времени.

## Применение
В теории, килоботы предназначены для имитации роя насекомых, в которой каждый килобот работает над выполнением задачи, которую не может решить на индивидуальном уровне. Килоботы способны к совместному передвижению, которое происходит благодаря сотрудничеству каждого отдельного робота для движения большого объекта. Коллективные роботы могут также формировать различные формы, используя S-DASH и восстанавливать их, если они были искажены. В зависимости от формы они могут также менять её масштаб. С помощью одной программы они моделировали насекомых, начиная с «домашнего» местоположения, которое было определено определенным килоботом и расхождения в разные стороны от центра в поисках «еды», которая была другим определенным килоботом. Когда ищущий килобот нашел «еду», он едет назад в «домашнее» местоположение, чтобы выложить её. Другая программа заставила группу роботов ехать друг за другом, следуя за первым роботом-лидером. Роботы удостоверились, что они не будут двигаться вперед так далеко, что следующие роботы отстанут. Используя датчики, они также могут синхронизировать их поведение, такое как одновременное мигание светодиодами. При помощи верхнего инфракрасного контроллера и инфракрасных приёмников, пользователь может сделать масштабируемые операции. Это означает, что простые задачи, такие как зарядка, программирование и запуск не нужно передавать каждому отдельному роботу.

## Восприятие
Технологию килоботов поместили на первое место в категории «телекоммуникации» 2012 African Robotics Network $10 Robot Design Challenge, которые попросили инженеров создать недорогостоящих роботов для обучения детей в развивающихся странах. Килоботы были созданы в целях создания доступных для широкой публики коллективных роботов. Чтобы продолжить данные разработки, конструкция килоботов является открытой для некоммерческого использования. Кроме того, разработчики сотрудничали с K-team, швейцарским предприятием, так, что они могут быть куплены публично в образовательных или научных целях.